# مزار خواجه یار
مزار خواجه یار مربوط به دوره قاجار است و در خواف، جنوب غرب شهر، دامنه کوه خواجه یار واقع شده و این اثر در تاریخ ۲۴ فروردین ۱۳۸۲ با شمارهٔ ثبت ۸۲۷۳ به‌عنوان یکی از آثار ملی ایران به ثبت رسیده است.